# Dettagli
Dettagli, pubblicato nel 1973, è l'undicesimo album in studio della cantante italiana Ornella Vanoni.

## Descrizione
Il disco, a cui partecipa come autore Bruno Lauzi in molti pezzi, vende quasi mezzo milione di copie. Contiene il brano Dettagli, di Roberto ed Erasmo Carlos uno dei cavalli di battaglia della Vanoni, e la canzone Come si fa, che Vanoni canta in coppia con Gino Paoli durante le esibizioni dal vivo; il brano viene infatti incluso negli album live Insieme e in VanoniPaoli Live. Raggiunge il secondo posto di vendite in classifica. Fu edito con copertina apribile laminata lucida, mai modificata nelle varie ristampe.
Tre anni dopo l'uscita del disco, l'arrangiatore del brano E così per non morire, Bill Conti, riutilizzò senza permesso la melodia per comporre il brano Going the Distance nella colonna sonora del film Rocky. In seguito le parti si accordarono e l'autrice Elide Suligoj fu citata nei crediti dei successivi film della saga di Rocky.

## Tracce
1. Dettagli - 4:07 - (Bruno Lauzi-Roberto Carlos-Erasmo Carlos)
2. E così per non morire - 3:58 - (L. Beretta-Elide Suligoj)
3. La casa nel campo (Casa no campo) - 2:55 - (Bruno Lauzi-Tavito-J.Rodrix)
4. Pazza d'amore - 3:08 - (Anselmo Genovese)
5. Ho chiesto troppo (Comme je t'aime) - 3:30 - (L.Musso - N. Skorsky)
6. Come l'estate - 2:24 - (Bruno Lauzi- C.La Bionda)
7. Ma come ho fatto - 3:34 - (Leo Chiosso- Gustavo Palazio - Bruno Canfora)
8. Io, una donna - 3:23 - (C. e C.Castellari)
9. Più grande del mio amor (Maior que o meu amor) - 3:15 - (D.Pace - R.Barros)
10. Ancora un momento - 4:10 - (E.Casagni - C.Ghiglino)
11. Nell'estate dei miei anni (Se eu partir) - 3:36 - (Bruno Lauzi - F.Jorge)
12. Come si fa - 3:07 - (G.Barosso - Gino Paoli)

## Formazione

### Artista
- Ornella Vanoni - voce

### Arrangiamenti
- Orchestra di Gianfranco Lombardi
- Orchestra di Bill Conti
- Orchestra di Franco Pisano
- Orchestra di Gian Piero Reverberi
- Orchestra di Ninni Carucci
- Orchestra di Bruno Canfora